# Перлман, Исадор
Исадор Перлман (англ. Isadore Perlman; 12 апреля 1915, Милуоки — 3 августа 1991, Лос-Аламитос) — американский радиохимик. Работы посвящены ядерной медицине, открытию и изучению тяжелых элементов, разработке методов очистки плутония от урана и продуктов деления для Манхэттенского проекта, а также высокоточным методам гамма-активационного и нейтронно-активационного анализа, которые помогли решить многие задачи геологии и археологии

.

## Биография

### Детство
Исадор Перлман родился 12 апреля 1915 года в городе Милуоки штата Висконсин. Вместе с родителями, братом и тремя сестрами они часто переезжали из одного города в другой. Некоторые его коллеги считают, что в этом и кроется причина его столь разносторонней деятельности в будущем. Перлман поступил в Калифорнийский университет в Лос-Анджелесе, но вскоре перевелся в Беркли, где в 1936 году получил звание бакалавра.

### Работы по физиологии
В качестве тематики своей магистерской работы Перлман выбрал исследование физиологических процессов с применением радиоактивных трассёров. Под руководством Израиля Л. Чайкова молодой ученый исследовал скорость синтеза и деструкции фосфолипидов, меченных 32P, за что был награждён Розенбергской стипендией.
После получения звания PhD в 1940 году Перлман продолжает интересоваться радиоактивными трассёрами, особенно применением их в ядерной медицине. Некоторые его исследования легли в основу современных методов диагностики и лечения, например, использование 131I при раке щитовидной железы.

### Разработка методов очистки реакторного плутония
Во время Второй мировой войны силы всех ученых мира были направлены на получение нового мощнейшего оружия. В этот период жизни Перлман присоединяется к группе ученых под руководством своего университетского друга Гленна Т. Сиборга. Исадору было предложено выяснить, как выделить плутоний из облученного уранового топлива.
Группа ученых, куда входил Перлман, разработала лантан-фторидную схему переработки плутония, после чего в 1943 году исследователь был откомандирован в лабораторию Клинтона в городе Оук-Ридж штата Теннесси, где заведовал отделом, чтобы продолжить исследования в производственном масштабе для компании DuPont. Впоследствии Перлман стал научным консультантом компании при строительстве комплекса в Хэнфорде.

### Работы в области ядерной химии и физики
После возвращения Перлмана в Беркли он сотрудничает со многими известными учеными того времени: Гленном Сиборгом, Льюисом Вернером, Фрэнком Асаро, Ричардом М. Даймондом, Стэнли Томпсоном, Альбертом Гиорсо, Джоном О. Расмуссеном, Джеком М. Холландером, занимаясь открытием новых нуклидов и составлением таблицы изотопов, а также изучением структуры ядра. Следует подчеркнуть его вклад в создание альфа-спектрометра для изучения и идентификации новых элементов, сконструированный совместно с его аспирантом Асаро.
За свои заслуги Перлман получает несколько наград, а также становится председателем Департамента химии Калифорнийского университета в Беркли в 1957 году, а в 1958 году — главой кафедры ядерной химии, членом Национальной академии наук, Американской академии искусств и наук и Датской королевской академии.

### Археологические исследования
В 1967 году Перлман начал заниматься прикладными исследованиями в области датирования и идентификации древней керамики. Он предполагал, что каждый глиняный пласт имеет свой неповторимый химический состав. Соответственно, керамика изготовленная из глины одного и того же пласта будем иметь близкий по содержанию элементов состав. Этот состав Перлман называл «химическими отпечатками пальцев» Методы анализа (метод эмиссионной спектроскопии и метод рентгеновской флуоресценции), опробованные для решения подобных задач, были недостаточно точны. Перлман и его ученик Фрэнк Асаро стали разрабатывать новый метод — метод высокоточного нейтронно-активационного анализа. Для этого они использовали часть аппаратуры, применяемой в гамма-спектроскопии. Также они работали над созданием базы данных так называемых «химических отпечатков пальцев». Группа Перлмана целый год работала над определением элементарного состава различных образцов керамики и глиняных пластов. После создания базы данных Перлман и Асаро вплотную занялись работой с керамической посудой, привезенной из Кипра, возраст которой составлял около 4000 лет. Они исследовали около 1200 образцов, найденных археологом Эйнаром Джестадом и его коллегами. Исследовались также керамические изделия, привезенные из других государств. Было доказано, что посуда из Кипра вывозилась в Палестину, Ливан и на другие территории, хотя до этого считалось, что основным экспортером керамики в то время была Палестина. Группа Перлмана исследовала также артефакты, сделанные из обсидиана — вулканического стекла, которое применялось в качестве режущего инструмента. Обсидиановые изделия были очень ценными в те времена, поэтому использовались в качестве средства обмена и могли вывозиться на различные территории. По распространенности этих изделий можно было судить о торгово-экономических отношениях между древними государствами. Одно из наиболее крупных исследований обсидиана группой Перлмана последовало за открытием залежей рядом с озером Бура в северной Калифорнии. После того, как группе присоединился химик Гарри Боумен, эксперт в ядерных методах исследования, они занялись изучением элементарного состава не только обсидиана, но и пород, обогащенных дацитом. Было установлено, что различные потоки магмы смешиваются до извержения и поэтому в горных породах возникают участки обогащенные дацитом и обогащенные обсидианом. Получалось, что и породы, обогащенные дацитом, и породы, обогащенные обсидианом могли образоваться в результате одного извержения. На момент публикации в журнале «Геология» (1973 год) год эти факты оспаривались, но в настоящее время они уже доказаны. Лаборатории по исследованию керамической посуды были созданы также во Франции, Германии и Израиле.
Перлман и его группа исследовали также статуи Колоссов Мемнона в некрополе города Фивы. С группой работал Робер Хайзер, его сотрудники и студенты, с кафедры антропологии и археологии Университета Беркли.
До 1933 года происходило много споров о происхождении колоссов. Александр Варайл предполагал, что камень, из которого были сделаны колоссы, египтяне добыли из карьера, находившегося неподалеку от Каира, в 400х морских милях от нынешнего положения статуй. В 1965 году Лабиб Хабачи высказал иное предположение. Он считал, что камень был привезен из Асуана и доставлен вниз по течению Нила. Перлман понимал, что благодаря методам, развитым его группой он способен разрешить этот затянувшийся научный спор. Нейтронно-активационный анализ нереконструированной части статуи показал, что камень для её изготовления был доставлен из Гебель-эль-Хамар, что неподалеку от Каира и в 400 милях нынешнего положения статуй. Что подтвердило догадку Варайла. А камень для реконструкции был доставлен римлянами из Асуана.

### Работа в Израиле и возвращение в Беркли
В 1973 году Перлман покинул Университет Берклии. Он получил должность профессора химии и археологии в Еврейском университете Иерусалима, где совместно с Иосифом Елином создал одну из лучших мировых лабораторий по исследованию керамики путём нейтронно-активационного анализа. Тесно сотрудничая с археологами из университета Перлман опубликовал совместно со своими учениками и коллегами множество работ, которые впоследствии использовались в археологических и геологических исследованиях.
Перлман покинул Еврейский университет в Израиле и вернулся в Беркли в 1985 году. Совместно с Фрэнком Асаро он организовал исследования по измерению содержания иридия в горных породах . Существовала гипотеза, что повышенное содержание иридия в горных породах, отнесенных к меловому периоду, может быть результатом падения на Землю огромного метеорита, что стало причиной гибели динозавров. Для доказательства или опровержения этой гипотезы необходимо было измерение огромного количества образцов горных пород в потоке, чем и занимался Перлман с коллегами.

### Семья
В 1937 году Перлман женился на Лабелль Ли Гринблат. У них было трое детей — Джуди, Алиса и Паула, которые впоследствии стали археологами и занимались исследованиями совместно с отцом

### Личные качества
По словам его коллег, Перлман уважал молодых ученых и всячески помогал им. Видя успехи своих учеников, он ставил их имена первыми в список авторов статьи.

## Награды
- 1939 Стипендия Розенберга
- 1940 Исследовательский грант Upjohn
- 1952 Премия Американского Химического Общества
- 1952 Премия Гуггенхайма
- 1960 Премия Эрнеста Лоуренса Американской Комиссии по атомной энергии.
- 1963 Премия Гуггенхайма
- 1964 Премия за применение ядерных исследований в химии Американского Химического Общества

## Важнейшие работы
1. ↑  I. Perman, S. Ruben and I. L. Chaikoff. Radioactive phosphorus as an indicator of phospholipid metabolism. I. The rate of formation and destruction of phospholipids in the fasting rat.J. Biol. Chem. 122:169-82.
2. ↑  I. Perlman, I. L. Chaikoff and M. E. Morton. Radioactive iodine as an indicator of the metabolism of iodine. I. The turnover of iodine in the tissues of the normal animal, with particular reference to the thyroid. J. Biol. Chem. 139:433-47.
3. ↑  I. Perlman, D. H. Templeton and J. J. Howland. Artificial radioactive isotopes of polonium. Phys. Rev. 72:758-65.
4. ↑  I. Perlman, L. B. Werner. First isolation of curium. J. Am. Chem. Soc. 73:5215-17.
5. ↑  I. Perlman, G. T. Seaborg. Table of isotopes. Rev. Mod. Phys. 20:585-667.
6. ↑  I. Perlman, A. Ghiorso and G. T. Seaborg. Systematics of alpha-radioactivity. Phys. Rev. 77:26-50.
7. ↑  Earl K. Hyde, I. Perlman, Glenn T. Seaborg. The Nuclear Properties of the Heavy Elements. Prentice-Hall, 1964
8. ↑  I. Perlman. Nuclear spectroscopy. Proc. Natl. Acad. Sci. U. S. A. 45:461-71.
9. ↑  I. Perlman, F. Asaro. Pottery analysis by neutron activation. Archaeometry 11:21-52.
10. ↑  I. Perlman, H. R. Bowman and F. Asaro. On the uniformity of compostion in obsidians and evidence for magmatic mixing. J. Geol. 81:312-27.
11. ↑  I. Perlman and others. The Colossi of Memnon revisited. Science 182:1219-25